# Grant (Nebraska)
Grant es una ciudad ubicada en el condado de Perkins en el estado estadounidense de Nebraska. En el Censo de 2010 tenía una población de 1165 habitantes y una densidad poblacional de 615,33 personas por km².

## Geografía
Grant se encuentra ubicada en las coordenadas 40°50′41″N 101°43′35″O / 40.84472, -101.72639. Según la Oficina del Censo de los Estados Unidos, Grant tiene una superficie total de 1.89 km², de la cual 1.89 km² corresponden a tierra firme y (0%) 0 km² es agua.

## Demografía
Según el censo de 2010, había 1165 personas residiendo en Grant. La densidad de población era de 615,33 hab./km². De los 1165 habitantes, Grant estaba compuesto por el 97.68% blancos, el 0.09% eran afroamericanos, el 0.43% eran amerindios, el 0.43% eran asiáticos, el 0% eran isleños del Pacífico, el 1.03% eran de otras razas y el 0.34% pertenecían a dos o más razas. Del total de la población el 2.66% eran hispanos o latinos de cualquier raza.